# 寺地駅
寺地駅（てらじえき）は、かつて新潟県西蒲原郡黒埼町大字寺地（現新潟市西区ときめき西四丁目）にあった新潟交通電車線の駅。

## 構造
単式ホーム1面1線の地上駅。無人駅。なお廃線時の寺地駅は2代目であり、初代寺地駅は踏切をはさんで反対側、北部公民館の向かいにあった。

## 歴史
- 1967年（昭和42年）10月1日 - 新潟交通の駅として開業。
- 1986年（昭和61年）1月1日 - 市道建設工事により移設[1]。
- 1999年（平成11年）4月5日 - 新潟交通電車線東関屋 - 月潟間廃線により廃駅となる。

## 駅跡
現在は駅施設が撤去され、線路跡は自転車・歩行者道として整備されている。なお、駅脇にある自転車置き場は現存している。
| 寺地駅跡地のプラットホーム。平島側を望む（2007年9月23日）。 |  | 自転車・歩行者道として整備された現在の寺地駅跡地。平島側を望む（2016年3月4日撮影）。 |
| 寺地駅跡地のプラットホーム。平島側を望む（2007年9月23日）。 |  | 自転車・歩行者道として整備された現在の寺地駅跡地。平島側を望む（2016年3月4日撮影）。 |

## 隣の駅
新潟交通
電車線（廃線）
平島駅 - 寺地駅 - ときめき駅